# Мала Яблунівка
Мала Яблунівка — пасажирський залізничний зупинний пункт Шевченківської дирекції Одеської залізниці.
Розташований у південній частині міста Сміла, Смілянський район, Черкаської області на лінії Імені Тараса Шевченка — Помічна між станціями Імені Тараса Шевченка (3 км) та Сердюківка (19 км).
Відвойований військами 52-ї армії 2-го Українського фронту 28 січня 1944 року.
На платформі зупиняються приміські електропоїзди.